# 扬·胡斯

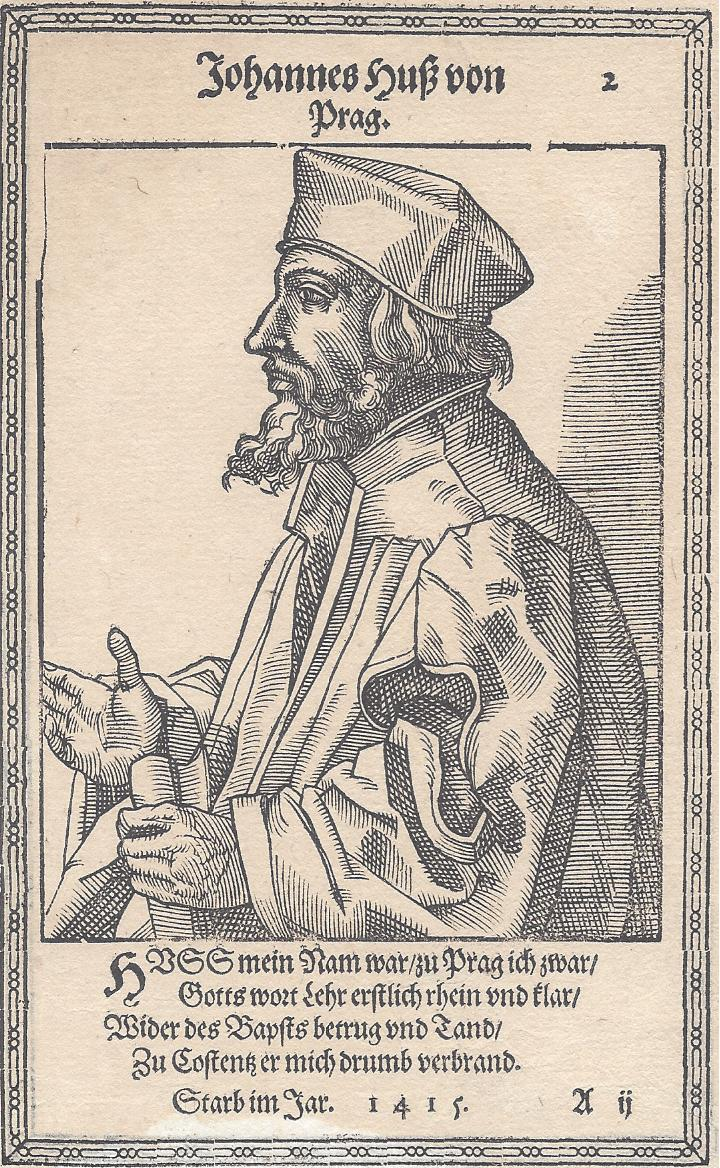
扬·胡斯木刻版畫像（約1587年刻製）

扬·胡斯（捷克語：Jan Hus；1372年—1415年7月6日），旧译胡司，捷克基督教思想家、哲学家、改革家，曾任布拉格查理大学校长。胡斯是宗教改革的先驅，思想上深受威克里夫的影響，認為一切應該以《聖經》為唯一的依歸，否定教宗的權威性，更反對贖罪券，主張餅酒兼領。天主教会视其为異端，將其開除教籍，繼而誘捕，以火刑處死。
胡斯的追随者被称为胡斯信徒，他们大多数是胡斯在布拉格大学的学生和波西米亚地区的基层贵族与平民，在胡斯死后，他们起兵對抗皇帝西吉斯蒙德，点燃了胡斯战争的战火。
胡斯因殉道留名於世，也是捷克民族主義的標竿。他被处以火刑的那一天——7月6日——成为捷克的国定节日。捷克的旧天主教会以及东正教会（根据布拉格大主教、都会主教布拉格的克里斯托夫的声明）都将他与圣殉道者布拉格的杰罗姆一同奉为圣徒殉道者。对于捷克斯洛伐克胡斯派教会来说，他的忌日实际上是全年最重要的节日。
1999年，教宗若望·保禄二世表示，他对扬·胡斯的惨死以及由此造成的后续牺牲与捷克民族的分裂感到遗憾，并呼吁实现和解，并在没有偏见的情况下对胡斯的生平作出历史评价。不过，尽管普遍看法认为扬·胡斯是宗教改革家，但若望·保禄二世并没有明确，只是指出，所谓的“胡斯委员会”成立的目的，是为了更准确地确定胡斯在那些致力于教会改革的人当中的地位。在罗马天主教会内部，对胡斯的许多观点并无共识，尤其是他的教会学被认为颇具争议。扬·胡斯并未获得平反。

## 生平

### 出生地
大约于1370年，胡斯出生于一个贫苦的农民家庭，出生地很可能是胡西内茨。一般认为，这里指的是普拉哈季采附近的胡西内茨，因为1480年由牧师伊日克·黑雷米塔撰写的第一部胡斯传记中记载，他出生在胡西涅茨，母亲曾带他到普拉哈季采上学。帕莱奇的斯捷潘在1414年的著作《反胡斯论》中，也引用了普拉哈季采的公证人米哈尔·米库拉绍夫的证词，称胡斯是他的同乡。不过，在1395年至1416年的圣职授任名单中，1400年有一条记录，记载着来自博莱斯拉夫地区胡西内茨的扬·米哈洛夫被授予圣职，这似乎更倾向于胡西内茨位于布拉格附近的说法。胡西内茨至今仍保留着“扬·胡斯博士故居”的传统，但实际上这栋房子很可能是17世纪初才建成的。

### 青年时代与求学

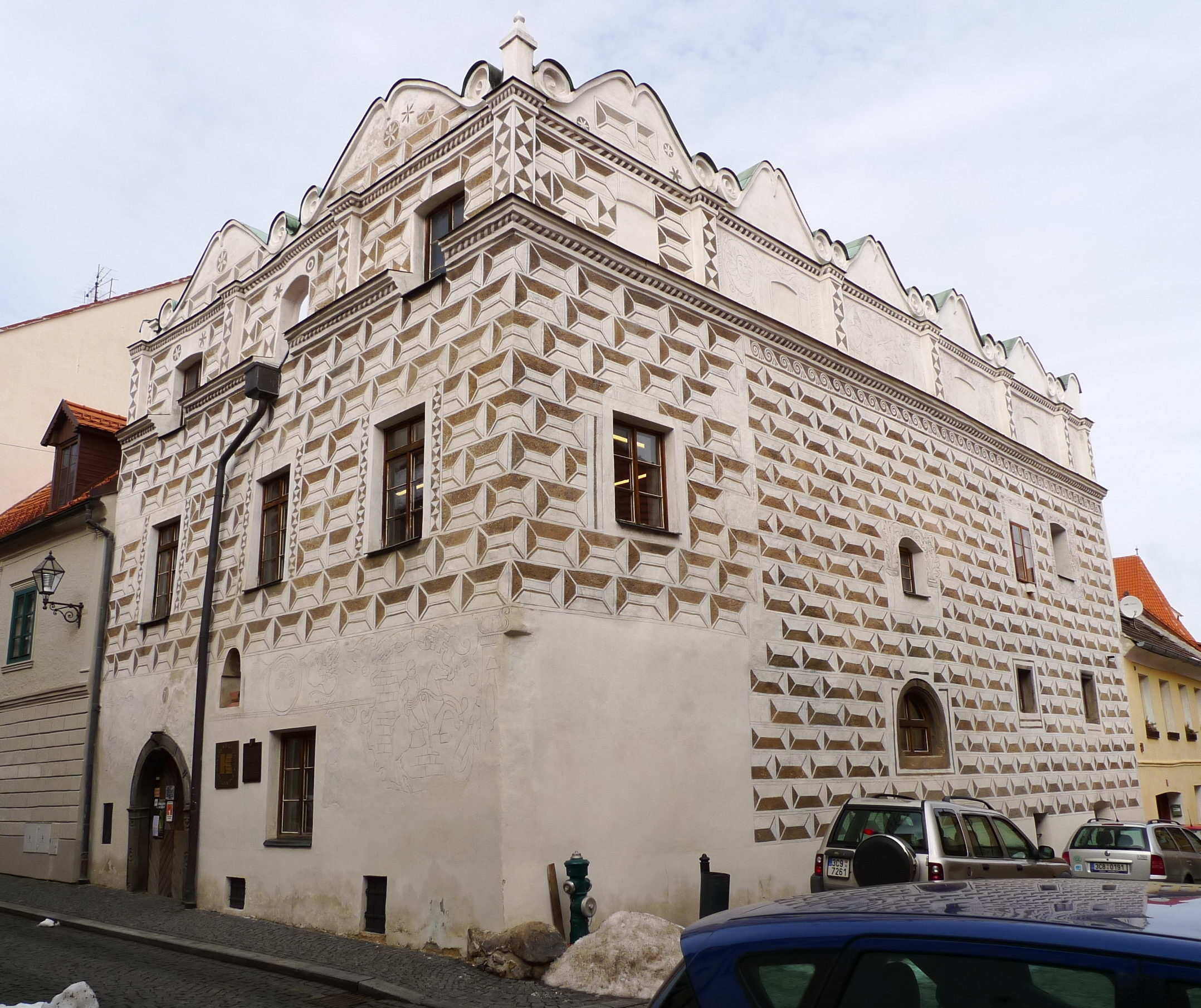
位于普拉哈季采的胡斯故居 (普拉哈季采)，据说他上学时就住在此地

关于他的父母，毫无记载。胡斯似乎有一个兄长。那时，学习读、写、算以及掌握基础拉丁语，只能在教区学校进行。普拉哈季采附近就有这样一所学校，但胡斯是否在那里受过教育并不确定。胡斯必须背诵道德与宗教规范、有关耶稣童年的福音书等内容。大约在16岁时，他前往布拉格查理大学求学，很可能是受到了朋友普拉哈季采的克日什坦的邀请。
作为学生，他也必须自己挣生活费（比如在各种宗教仪式上咏唱，或在某位教授家中服侍）。胡斯起初最渴望的，是物质上的保障（当时学生的伙食不过是面包配豌豆或卷心菜，再加上水或劣质啤酒）以及在人们中的声望，因此他努力学习，立志成为神父。在阅读《圣经》和大学学习的影响下，他开始非常认真地对待信仰和牧职使命，并对自己先前的动机深感懊悔。1393年的禧年期间，他曾用两周时间朝拜布拉格的各座教堂，还把身上最后的四格罗什花在了赎罪券上（而他在后来的人生中则坚决反对赎罪券的买卖）。胡斯也有音乐天赋，他会创作——或者更确切地说，改编——歌曲，使其尽可能易于传唱。

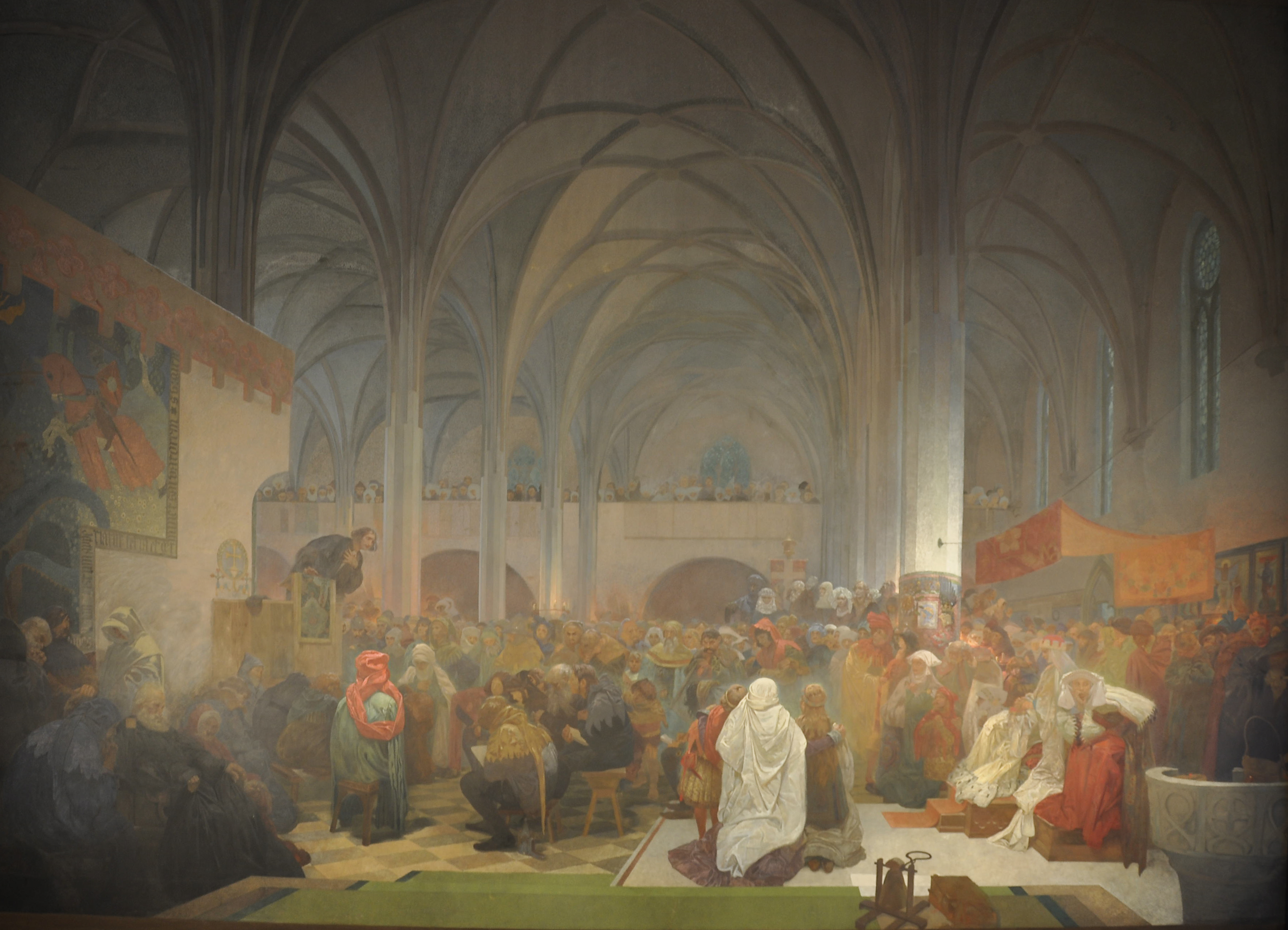
阿尔丰斯·穆夏于1916年创作的组画《斯拉夫史诗》中的《扬·胡斯博士在伯利恒礼拜堂讲道》

1393年，他在文科学院获得学士学位，1396年获授博雅教育博士头衔。作为学生时，他的成绩算是中等，在硕士考试中名列22人中的第10名。不过此后，他热心投入教学与讲道工作。两年后的1398年，他作为“在任博士”成为学术共同体的正式成员，这使他在文科学院有权授课、主持辩论，并指导其他学生准备毕业。完成文科学院的学业后，他得以进入专业学院继续深造。1398年，他进入神学系学习，1404年获得《圣经》学学士（cursor）学位，1408年成为正式的神学学士（formatus）。但他并未完成神学系的硕士学位，主要是因为卷入了当时的教会政治争端。1401年10月15日，他当选为文科学院院长，任期为1401—1402年冬季学期。

### 神职与宣道工作
在布拉格大学任职的同时，扬·胡斯也开始涉足宗教道路。1400年，他被祝圣为神父，并在布拉格老城的总领天使圣弥额尔大教堂开始布道。由于颇受欢迎，1402年3月14日他被召到伯利恒礼拜堂，并随后担任其管理员。在讲道中，他与当时许多其他神职人员一样，也批评教会，呼吁进行改革。他活跃于布拉格大学改革派博士的圈子里，其中有他的老师兹诺伊莫的斯坦尼斯拉夫，以及同辈的帕莱奇的斯捷潘和斯特日布罗的亚库贝克。他们都受到了约翰·威克里夫思想的启发，尽管胡斯并未采纳威克里夫的许多激进主张。胡斯本人是实在论的拥护者。
起初，胡斯得到了新任布拉格大主教哈兹姆别克的兹比涅克·扎伊茨的支持。大主教任命他进入一个三人委员会，调查在维尔斯纳克因“染血圣饼”而出现的所谓奇迹。委员会认定那是为了从信徒身上牟利的骗局后，大主教便禁止了前往维尔斯纳克的朝圣活动。1405年与1407年，胡斯两次被任命为定期神职人员主教会议的讲道者，他的发言主要围绕提高神职人员的道德水准、铲除圣职买卖以及限制教会财富等内容。不过，胡斯与大主教之间的友好关系逐渐冷淡。胡斯的一些大学同事（兹诺伊莫的斯坦尼斯拉夫与克宁的马捷）因支持威克里夫的“异端”思想而受到调查。胡斯本人则曾在大主教面前为一位被控异端的传教士——韦莱诺维采的米库拉什——求情。1408年，一些布拉格的牧师向大主教投诉，称胡斯的讲道言辞令人反感。此后，兹诺伊莫的斯坦尼斯拉夫与帕莱奇的斯捷潘因被控异端而被传唤至罗马教廷，并在博洛尼亚遭到拘押。在他们离开后，胡斯成为捷克宗教改革运动的领军人物。

### 库特纳霍拉敕令与比萨大公会议
在布拉格大学内，四个所谓的“大学民族”（这些“民族”主要是行政单位，并不等同于现代意义上的民族）之间长期存在矛盾。1403年围绕威克里夫的45条主张的争论，使这种矛盾进一步激化：捷克“民族”中的一部分改革派博士为威克里夫辩护，而其余三个“民族”（巴伐利亚、萨克森、波兰）的多数大师则主张谴责他。當時教會正值「天主教會大分裂」的狀況：天主教會樞機團會議前後所選出的兩個教宗，分別是羅馬教廷的教宗額我略十二世及亞維儂教廷的對立教宗若望二十三世。两方的红衣主教同意通过在比萨大公会议上选举新教宗来解决分裂。波西米亚国王瓦茨拉夫四世因此要求大学表明是否参加该会议。除了处理教会分裂，据非正式承诺，此次会议还将确认瓦茨拉夫四世对“罗马人的国王”称号的要求——这一头衔在1400年被选帝侯剥夺，并由教宗波尼法爵九世确认无效。然而，布拉格大主教兹比涅克·扎伊茨与“罗马人的国王”鲁普雷希特仍效忠教宗额我略十二世，这导致大主教与胡斯彻底决裂，因为胡斯选择支持在比萨大公会议上解决教皇分裂的方案。
在这种局势下，国王向大学施压，并于1409年1月18日颁布所谓的《库特纳霍拉敕令》，将大学的投票权比例改为：捷克“民族”拥有三票，而其他三个“民族”合计只有一票。这样实际上把大学的领导权交给了支持国王的改革派阵营。许多属于其他三个“民族”、并效忠额我略十二世的学生与教师为此抗议，迁往国外，大多去了莱比锡，并在那里创办了新大学。胡斯本人在敕令发布时因重病未参与此事。但在敕令颁布几个月后，他在1409—1410年冬季学期被选为大学校长。
在比萨大公会议上，亚历山大五世当选为教宗，但另外两位教宗拒绝退位，分裂因此继续。比萨选举后，捷克地区转而效忠亚历山大五世，大主教哈兹姆别克的兹比涅克·扎伊茨最终也投向了他。此时，大主教转而反对改革运动，并下令上交威克里夫的著作。胡斯本人遵照命令，将自己抄写的副本亲自交给大主教，并要求对方指出其中哪些地方包含“异端”内容。大主教于是向亚历山大五世请示，后者颁布教宗诏书，打击威克里夫的著作，并禁止在私人场所布道（此举主要是针对胡斯在伯利恒礼拜堂的讲道）。1410年7月16日，大主教亲自下令烧毁收缴到的威克里夫著作（甚至包括哲学和数学类书籍），两天后又将胡斯逐出教会。这不仅激怒了胡斯的支持者，也得罪了国王瓦茨拉夫四世——国王并不愿看到有关“他的王国染上异端”的流言传播开来。

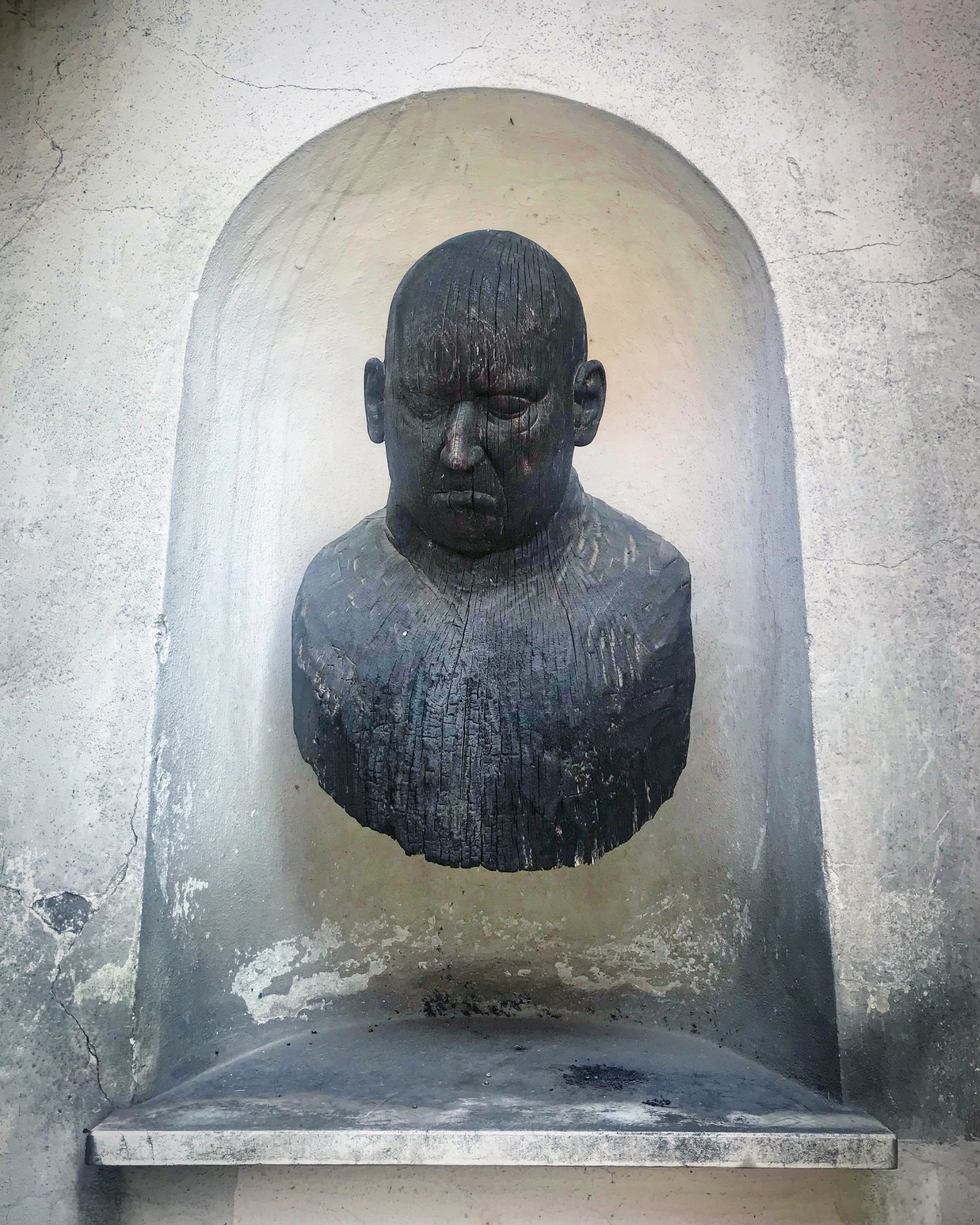
根据对资料的研究，为在伯利恒礼拜堂庭院制作胡斯半身像所做的外貌考证，雕塑作者丹尼尔·保尔认为，扬·胡斯博士很可能是无须、面部线条较为丰润的。

### 教会审判与反赎罪券斗争

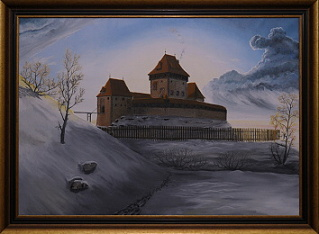
科齐堡，扬·胡斯曾在此地住过一段时间

胡斯就焚毁威克里夫著作一事向宗座法庭提出上诉，同时撰写了论文《论阅读异端书籍》（De libris hereticorum legendis），主张焚书的做法既违背主教们的观点，也有悖于常识。大主教则向教廷控告胡斯犯有异端罪，并传唤他出庭受审。胡斯没有在规定期限内亲自到庭，而是派他的律师耶塞尼采的扬代为出席，因此在1411年2月，他被逐出教会。胡斯无视绝罚，继续讲道，并为威克里夫的一些著作辩护，还写下了《威克里夫条文辩护》（Defensio articulorum Wycleff）一书。不过，在捷克国王的施压下，胡斯方面与大主教方面于1411年7月达成和解。然而同年9月5日，兹比涅克·扎伊茨逃离布拉格前往匈牙利，在途中撤回了和解协议，并于9月28日去世。他的继任者乌尼乔夫的阿尔比克在国王瓦茨拉夫四世的支持下上任，并继续与国王合作。
1412年，若望二十三世下达對羅馬教廷支持的那不勒斯王國國王拉迪斯勞發動十字軍的诏书。该诏书宣布，凡参与战斗或在经济上资助战争的人都可获得赎罪券。胡斯公开反对此举，使争端再次升级。他称出售赎罪券是圣职买卖，并批评教宗发动战争有违基督的爱之诫命。然而，瓦茨拉夫四世出于政治原因支持教皇的诏书，胡斯因此再也不能指望国王的庇护。6月17日，胡斯在大学主持了一场辩论，论证该诏书在神学上的谬误，并在讲道中公开反对出售赎罪券。此时，胡斯与昔日好友兹诺伊莫的斯坦尼斯拉夫以及神学院院长帕莱奇的斯捷潘分道扬镳，后者选择为教宗诏书辩护，并与威克里夫划清界限。布拉格局势陷入动荡，神学院遂在国王支持下再次正式谴责威克里夫的45条主张，国王也禁止一切针对教宗诏书的公开抗议。1412年6月10日，三名青年因违反该禁令被捕。第二天，胡斯前往市政厅为他们求情，但他们仍被处决。
1412年10月，若望二十三世对扬·胡斯发布了加重绝罚（即所谓的“加重诅咒”）并伴随禁止令，同时将此处分延及所有与他交往的人。教宗还下令逮捕胡斯，依照教会法审判他，并拆毁伯利恒礼拜堂。此时，胡斯向“最高审判者”基督提出上诉。凡胡斯停留过的地方都被施加了禁止令，至当年秋季，禁止举行宗教礼拜的命令已经付诸实施。因反对赎罪券的行动，胡斯失去了王室的支持，这一次国王也没有在绝罚之下庇护他。于是他离开布拉格，避居乡间，但有时仍会返回首都。他具体的避居地点并不明确，史料中仅能确定的是，他自1413年4月起居于科齐堡。1414年春，他从那里前往塞济莫沃乌斯季，在莫霍夫的安妮（已故乌斯季领主扬之遗孀）的庇护下居住了数月。
与此同时，有关自由布道的争论也开始加剧。最迟自1408年韦莱诺维采的米库拉什·亚伯拉罕被捕以来，胡斯便公开主张，即便是平信徒，也可以不经任何教会许可，直接依据《圣经》向大众传道。他援引福音书中的记载，指出耶稣曾明确命令所有门徒去传福音。胡斯的这一立场，从根本上冲击了当时的教会纪律。
与此同时，胡斯也开始更积极地支持将《圣经》翻译成平民的语言。他坚持认为，阅读用通俗语言写成的《圣经》是所有人的权利，而不仅仅属于学者与神职人员。同时，他也深知，那些与《圣经》教导严重背离的腐败教会领袖，一旦人们能够更容易地接触到母语译本的《圣经》，其权威将难以维系。胡斯对未经教会许可的公共布道，以及对将《圣经》译成易懂的捷克语和德语的支持，最终成为他与教会后来公开决裂的关键因素之一。
正是在这一时期，他经历了关键的内心皈依。那是他远离城市喧嚣、专注于《圣经》默想的日子，也是他像早期使徒那样在公众中传道的时期。他并非只在讲坛上布道，而是走入民间——挨家挨户地传扬福音，在田间地头、篱笆之间、林中小径和道路上与人交谈。也是在此期间，他写下了自己的代表作《論教會》，以威克里夫的精神毫不掩饰地批判当时的教会。一年后，瘟疫爆发，将他驱逐出了乌斯季。
1413年，布拉格大学神学系将胡斯定性为异端，指责他在圣礼、圣徒与赎罪券的教义上存在错误，反抗教会权威，用个人对《圣经》的解释对抗教会的解释权，并拒绝服从教宗、主教和神职人员。
1414年4月20日，胡斯秘密返回布拉格，并从那里写下了几封信。4月30日，若望二十三世向利托米什尔主教扬发出谴责，批评威克里夫与胡斯的学说在波希米亚传播，并要求其告诫布拉格大主教康拉德·冯·费希塔。与此同时，巴黎大学校长让·热尔松也将胡斯著作《论教会》中的异端清单送交给康拉德大主教。直到前往已召开的康斯坦茨大公会议之前，胡斯一直在拉然的英德日赫·莱夫尔的保护下居住在克拉科韦茨城堡。

### 康斯坦茨大公会议上的继续审判

#### 抵达康斯坦茨与审判重启
在罗马人的国王西吉斯蒙德的敦促下，若望二十三世于1413年10月30日召集，并定于1414年11月1日开幕的康斯坦茨大公会议，有三大主要目标：其一，结束西方教会分裂的不可容忍局面（causa unionis）；其二，进行“自首到肢体”的教会改革（in capite et membris，causa reformationis）；其三，清除当时的异端（causa fidei）。从这一任务设定中已可看出，对胡斯的审判——始于亚历山大五世教廷——不过是大会议程中的一项内容。
胡斯向基督上诉（这是教会法所不允许的），或者向召集的大公会议上诉——正如后来胡斯的辩护人耶塞尼采的扬的解释——并没有终结教廷与他的诉讼。康斯坦茨大公会议必须接手这一未完成的案件。1414年10月11日，胡斯应国王西吉斯蒙德的邀请（当时他尚未获得国王的通行文书），踏上前往大公会议的旅程，他以为自己能够在会上自由辩论自己的学说与信仰，却没有意识到，在一开始康斯坦茨就已经对他启动了法律审判程序，直接承接此前未完结的诉讼。国王卢森堡的西吉斯蒙德为胡斯签发的通行文书，从其措辞来看，只能保证他能安全地穿越国王领地，经“黄金之路”抵达康斯坦茨；至于会议上的教会法庭，则完全不在国王的司法权限之内。随胡斯同行的有杜贝的瓦茨拉夫与赫卢姆的扬·凯普卡，他们带着两辆马车和三十多匹马。在康斯坦茨，来自大学的代表雷什泰恩的扬·卡迪纳尔与使团书记姆拉多尼奥维茨的彼得加入了胡斯的阵营。彼得一直陪伴胡斯到最后几日，并撰写了胡斯的传记。在当时最有影响力、支持胡斯的人物，是瓦茨拉夫四世的妻子、王后巴伐利亚的索菲亚，她一直为胡斯派辩护，直到1419年7月30日骚乱爆发为止。
胡斯于11月3日抵达康斯坦茨，城中立刻传开了“顽固的捷克异端已经到了”的消息，这一说法是由胡斯的反对者米夏尔·德考西斯散布的。当时在康斯坦茨的教宗取消了对胡斯的绝罚（可能是出于与其在场对其他与会者所带来的法律关系考虑）。与此同时，在布拉格，斯特日布罗的亚库贝克开始施行“餅酒兼領”的做法——对此胡斯本人态度谨慎，在他活跃担任司祭期间，从未亲自采用过这种形式。11月27日，康斯坦茨城中传出谣言，说扬·胡斯意图逃跑。于是翌日，他被以与枢机主教会谈为借口，带到教宗若望二十三世所在的宫殿，并在那里遭到逮捕。

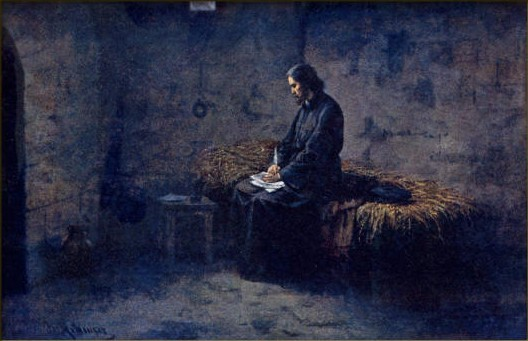
扬·胡斯在狱中给朋友写信，约瑟夫·马特豪泽绘制

胡斯的指控者米夏尔·德考西斯首先向康斯坦茨会议提交了针对胡斯的初步控诉条款，指控他犯有八项异端错误。12月4日，教宗任命了一个专门负责异端问题的调查委员会，成员包括：君士坦丁堡宗主教让·德`拉罗谢泰耶、卡斯蒂利亚主教卡斯泰洛城的贝尔纳德以及莱布斯主教博热奇尼采的扬。两天后（12月6日），胡斯被转押至位于博登湖岛上的道明会修道院地牢关押，一直拘禁到1415年3月。委员会随后向他出示了先前已被定为错误的威克里夫45条学说。对此，胡斯表示：其中26条“他从未接受，也不接受”；4条他怀疑威克里夫著作中是否真的存在；剩下的15条，他愿意为之辩护，但并非按教会所指控的“异端意义”来理解。胡斯在狱中很快病倒，审讯因此暂时中止。但在此期间，来自布拉格及其他地方的大学教师和证人仍在宣誓后作证指控他。按照教会法，被控异端者（如胡斯）无权获得辩护律师的协助。在布拉格，胡斯被捕被视为对国王颁发的通行文书的公然违反，因此部分波西米亚和摩拉维亚贵族为此向西吉斯蒙德请求进行干预。
1414年12月25日，国王西吉斯蒙德抵达康斯坦茨后，要求枢机主教们释放胡斯。然而，枢机们威胁称，如果释放胡斯，大公会议将立即解散。为了维护“消除教会分裂”这一重大事务，西吉斯蒙德在1415年1月4日被迫让步，但他获得了承诺：胡斯将会得到一次公开听证的机会。与此同时，胡斯的羁押条件也有所改变。1415年1月9日，他被转移到另一个相对宽松的羁押地点，仍位于道明会修道院内。
胡斯病情好转后，帕莱奇的斯捷潘从他的著作《论教会》中摘取了42条观点，呈交给他质询。许多条文在引述时与原文出入很大，甚至相当不准确。胡斯在狱中逐条写下了答复。他还被出示了一份针对教宗若望二十三世通谕（谴责威克里夫著作）的评论文本。胡斯表示，这份评论的作者应是耶塞尼采的扬，但他只是“据传闻得知”。审查委员会多次要求胡斯服从由12或13位神学博士作出的裁决，但胡斯坚持，他只愿向全体大公会议作出申辩。
在狱中，胡斯写下了多部宗教论著，包括《论忏悔》《论爱上帝》《论人的三个敌人》《论致命之罪》《论主的诫命与祷告》《论婚姻》以及《论祭坛圣事》。他还给随他一同前往大公会议的友人写加密信件——加密方法是将原文中的元音字母替换为字母表中它们之后的那个字母。胡斯同样收到了来自波西米亚的书信，并在1415年3月初获准会见他的多年挚友——普拉哈季采的克日什坦。1415年1月21日，神学家让·热尔松抵达会议，带来了他整理的胡斯在《论教会》中二十条“异端”观点。胡斯则明确指出这些指控是虚假的。

#### 若望二十三世逃离后

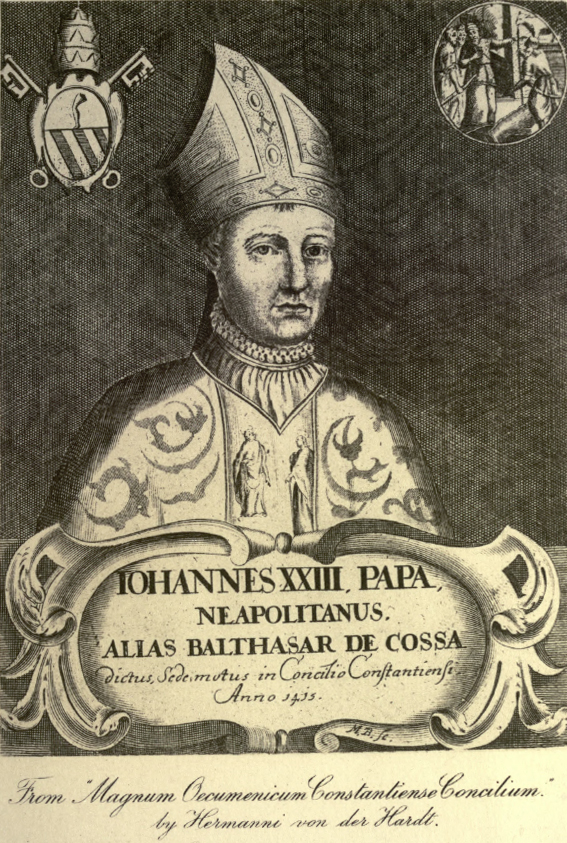
教宗若望二十三世

1415年3月，大公会议的局势急转直下。3月2日，教宗若望二十三世在压力下宣布，如果额我略十二世与本笃十三世也同意退位，他便愿意辞职。然而，在3月20日至21日的夜里，他却化装成仆役从康斯坦茨逃往劳芬堡，并于3月30日正式撤回退位承诺。会议一度面临解散的危险，在这场混乱中，胡斯的案子暂时无人过问。不过，康斯坦茨主教奥托还是下令将扬·胡斯转押至他位于戈特利本的城堡。
4月6日，大公会议通过了《会议神圣》诏令，宣布大公会议的权威高于教宗，从而化解了一场严重危机。5月13日与14日，若望二十三世再次被传唤到会议面前，并被要求退位。由于迟迟没有回应，他被逮捕，会方收集了针对他的多项指控并启动审判程序。5月29日，大公会议宣布，在教宗被罢免的情况下，未经会议许可，任何人不得进行新教宗的选举。随后，若望二十三世被正式罢黜。
在教皇出逃之后，大公会议任命了一个新的调查委员会，专门处理胡斯的案件。该委员会对帕莱奇的斯捷潘所列的胡斯所谓异端证据进行了复核，在原有的42条中，仅保留了11条的原文，并对其余31条中的28条进行重新表述。1415年5月4日，大公会议在一次公开会议上宣布谴责威克里夫的45条教义，并裁定焚毁其著作和遗骨。与此同时，来自波希米亚的多封抗议信以及在康斯坦茨的波希米亚贵族的声明，先后递交给大公会议和国王西吉斯蒙德。这些文件抗议对胡斯的逮捕与监禁，认为此举违反了西吉斯蒙德颁发的通行文书，并要求会议给予胡斯一次公开听证。在西吉斯蒙德国王的强烈推动下，大公会议最终同意了这一要求，并将公开听证会定于1415年6月5日举行。为此，胡斯被押回康斯坦茨，并关押在当地方济会修道院的牢房中。

#### 公开聆讯
胡斯最终在6月5日、7日和8日接受了三次聆讯，地点在当地方济各会修道院的餐厅。大公会议的会议记录已佚失，因此历史学家只能依靠与会者的个人回忆，主要是姆拉多尼奥维茨的彼得的记述。

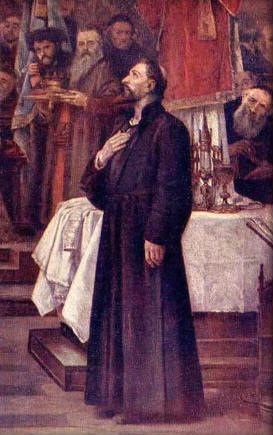
扬·胡斯在康斯坦茨大公会议上被判处死刑，瓦茨拉夫·布罗日克所作画作的一隅

最初，审判官打算在胡斯缺席的情况下讨论起诉条款，然后再把判决书直接宣读给他听。不过，这一做法因西吉斯蒙德国王的干预而被阻止——胡斯的随行人员将此事告知了国王。他们还提交了胡斯的著作《论教会》《驳斯坦尼斯拉夫》和《驳帕莱奇》，以便与起诉条款进行对照。胡斯本人原本打算在大公会议上隐匿其中部分著作，并因此责怪朋友们把它们交了出来。此时，扬·胡斯被带去聆讯，但这并非他所希望的那种学术辩论——根据教会法，在审理涉嫌异端的人时，这种辩论是不可允许的。胡斯只能对起诉条款作出回应。当他试图解释自己的立场时，被告知要停止卖弄学问，只能回答“是”或“不是”。如果他沉默，就被解读为认罪。由于现场嘈杂混乱，审理不得不推迟到6月7日星期五继续。
第二次聆讯发生在一次日食刚结束后，西吉斯蒙德国王也在场参加。这次主要讨论的是证人证词，焦点在于胡斯与约翰·威克里夫学说的关系。胡斯在许多关于教会改革的观点上与威克里夫一致，并且承认自己曾说过，希望并相信威克里夫的灵魂已经得救。不过，他拒绝接受威克里夫的一些激进观点，例如否认“变质说”（即在圣餐中，饼和酒的本质变为耶稣基督的身体和血），以及认为神父若处于大罪之中，就无法有效地施行圣事——胡斯补充说，这些圣事确实会被施行，但施行者是不配的、不庄严的。当红衣主教弗朗切斯科·扎巴雷拉问他，为何拒绝承认那些由证人证词证明的异端时，胡斯援引上帝与自己的良心，说自己从未教导过那些内容。对此，红衣主教皮埃尔·戴伊答道：“我们不能按你的良心来判断，只能依据在此对你所提出的证据作出裁决。”此外，还讨论了《库特纳霍拉法令》的颁布情况、胡斯在1410年反对焚烧威克里夫著作的立场，以及他向基督提出上诉的行为。
在第三次聆讯中，审判围绕胡斯著作中摘取的起诉条款展开。胡斯对其中许多条款的措辞提出抗议，称它们引用自己书中的内容时被篡改得意思全变，或者至少是被断章取义。于是，会议将这些条款与会方手头保存的胡斯原作相关段落进行比对。结果，有些条款后来确实被从起诉书中删除，而另一些则被红衣主教戴伊指出：原文中包含的异端观点甚至比起诉条款所列的更为严重。最初的几条涉及胡斯带有威克里夫色彩的教会定义，以及他对教宗职位、教宗本人及其权力、还有枢机主教的看法。当他被指称认为“身负大罪的教宗、主教或教会长官就不再是教宗、主教或长官”时，他解释说，这些人在职务上仍然是（因此仍可有效履行职务或施行圣事），但在功德上不再是，在上帝面前已不配有此身份。胡斯在聆讯中还把这种观点延伸到世俗领主，甚至包括国王。在场的西吉斯蒙德国王对此回应道：“扬·胡斯，没有人是无罪的。”胡斯则引用不久前对教宗若望二十三世的罢黜来为这一条辩护。随后几条涉及他对教会惩罚的看法。对于被指称主张“不应由世俗法庭判处异端死刑，除非已经受到教会的惩罚”——而这一说法在他书中并未直接出现——胡斯回答说，异端应当以《圣经》及其理由加以善意劝导；不过，他承认，如果劝导之后仍执迷不悟，也可以施加肉体惩罚。然而，当继续朗读他《论教会》一书的相关段落时，却引起了普遍愤慨——因为他将那些把无辜者交给世俗法庭处死的人，比作《圣经》中的法利赛人，而法利赛人正是如此对待基督的。此外，胡斯坚决反对施行禁止教务，并为不服从不公正的绝罚辩护，这与他在1411年被绝罚后，依然履行神职和继续讲道的行为直接相关。

在聆讯的最后，主持的红衣主教戴伊要求扬·胡斯服从大公会议的决定和教导，也就是：1.谦卑地承认自己在仍坚持的条款中所犯的错误；2.对这些条款宣誓否认，并发誓不再教授或辩护它们；3.公开撤回所有在此被证明成立的条款；4.改为教授、坚持并宣讲这些条款的反面立场。胡斯回应说，他愿意谦卑地服从会议、接受教导，但不能说谎，也就是说，不能承认那些被虚假归于自己的异端条款，更不能撤回它们。对于自己确实坚持的观点，他表示，如果有人能证明它们错误，他愿意撤回。此后，在场的人，包括西吉斯蒙德国王，多次劝他撤回，甚至要求他连自己声称并未坚持的条款也一并撤回，否则就会被判为异端。胡斯则坚持要求指出他错在何处。审讯结束后，胡斯被带走。西吉斯蒙德则转向在场的几位教会高层，建议尽快结束胡斯的审判，因为他已被充分证明是异端——如果不撤回，就依法处以火刑；即便撤回，也不应允许他返回波希米亚，以免他在那里再次传播异端邪说。

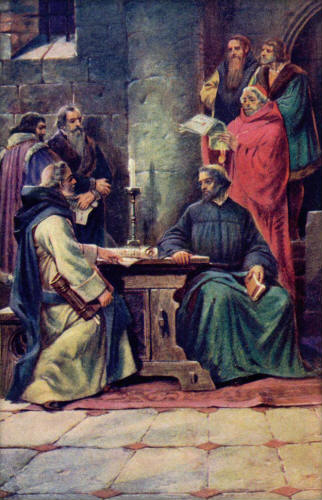
1415年7月4日行刑前一天，胡斯最后一次被要求签署弃绝声明，卡米尔·弗拉迪斯拉夫·穆蒂赫绘制

#### 审判结论
会议成员仍然抱有希望，认为扬·胡斯会撤回立场。6月18日，他们向他递交了一份缩减后的条款清单，要求他撤回这些条款。胡斯拒绝了，并再次指出，大多数证人证词并不属实。在6月下半月，他在狱中多次受到大公会议与会者的探视，其中包括他的前同事兼朋友——帕莱奇的斯捷潘。他们都试图劝说胡斯服从会议、撤回立场。胡斯在一次谈话中提出了这样的表述：“那些被证实为异端的观点，我从未宣讲、坚持或主张过。我今后也不会宣讲、坚持或主张它们。”但这一表述并未被接受。
6月20日，胡斯的著作被判处焚毁，他的教义也遭到谴责。一位在会议中身居高位、胡斯在书信中称作（父亲）的人，向他送来了一份新的、语气更为缓和的撤回声明，其内容如下：“我，×××，除此前所作的声明（我愿在此视为已重申）外，再次声明：虽然我被指控了许多我从未想过的事情，但对于一切加诸于我、向我提出的指控、从我书中摘录出来的内容或证人所作的陈述，我愿谦卑地服从至圣大公会议的仁慈安排、裁决与纠正，为此我愿宣誓否认并撤回，接受仁慈的忏悔，并在整体与细节上，做一切至圣大公会议为我灵魂得救而仁慈命令之事，同时向该会议以最忠诚的心表达谦卑顺服。”胡斯答复说，他连这份声明也不能接受，因为那样就等于：1.要谴责许多被会议称为“令人反感”的真理；2.要在宣誓否认时承认自己曾坚持过从未有过的异端；3.会使许多曾听过他讲道的人感到困惑与动摇。
直到7月5日，胡斯仍接待了来自波希米亚的随行人员，他们这次由四位主教陪同。赫卢姆的扬·凯普卡劝他：如果自觉有罪，就应当撤回；但无论如何都不要违背自己的良心。胡斯回答说，如果能用《圣经》证明他错在何处，他愿意谦卑地撤回。在会议看来，他们已经用尽了一切办法来使胡斯免于法律所规定的惩罚，因此接下来便依照教会法，将他视为一个顽固的异端来处理。

#### 最终判决

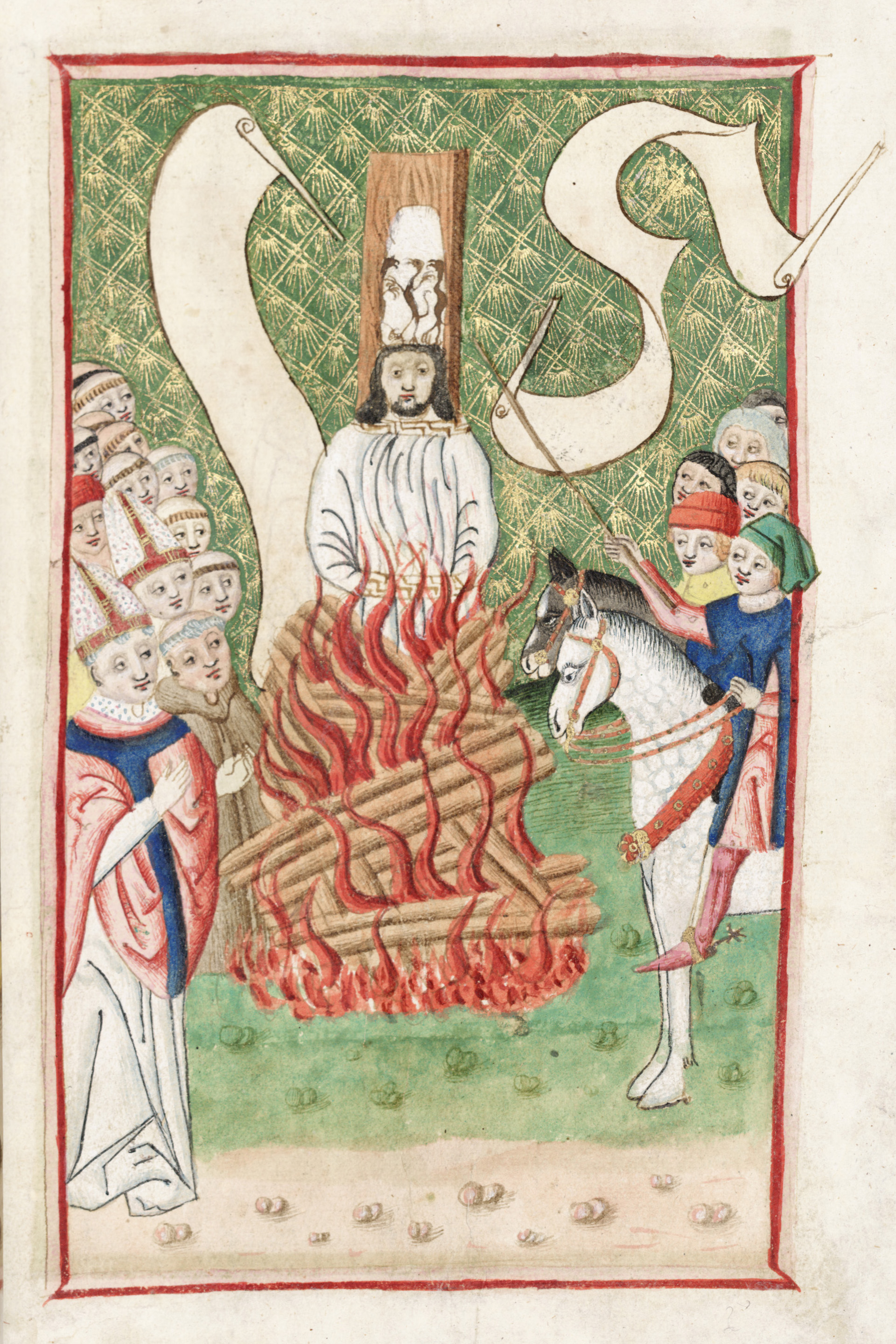
火刑柱上的扬·胡斯，出自皮斯库的亚尼切克·兹米莱利在《耶拿抄本》中的插画

1415年7月6日，大公会议就扬·胡斯一案召开第十五次会议。会上宣读了审判过程，并将胡斯的教义定性为异端。胡斯试图再次为自己辩护，但被制止，因为会议的议程已不再是聆讯，而是宣判。
扬·胡斯被指控传播威克里夫的学说、企图阻止对其条款的谴责，以及亲自宣讲这些学说。会议下令焚毁胡斯的著作，并宣布他是一个顽固的异端。随后举行了剥夺其司铎职务的仪式，撤销他的一切神职权利，剃除神职发式，并为他戴上异端的尖顶帽。
这样打扮好的胡斯博士被交给了世俗当局——名义上并不是为了将他处死，而是为了将其终身监禁。正如赖兴塔尔所记：（“不应将他处死，而是将其拘押，给他一个永远的牢狱”）。不过需要指出的是，这样的请求只是审判中的一种固定程式，用来作为一种永久性的象征性见证——表明教会本身实际上不直接判处任何人死刑，也不希望任何人被剥夺生命，即便他在信仰上迷误而顽固不化。当胡斯被交给世俗当局时，西吉斯蒙德将他交予普法尔茨伯爵路德维希，后者又将其转交给康斯坦茨城的城堡总管，命令依照当时现行的刑律处置，并附加指示：将他连同其所有物品一并投入火刑柱焚烧。
刑场设在城门外通往戈特利本城堡的道路上。胡斯在路上唱着圣母颂歌《基督的至爱童贞女》（Christi virgo dilectissima），并向民众申明自己从未宣讲过异端思想。当他被绑在火刑柱上后，西吉斯蒙德的元帅赶到，奉国王之命劝他撤回立场，以保性命。胡斯拒绝了，据姆拉多尼奥维茨的彼得记载，他当时说：
上帝为我作证，那些被虚假归于我的、通过假证加诸于我的事，我从未教导，也从未宣讲过。我的讲道以及其他一切行为与著述的首要目的，只是为了使人远离罪恶。对于我所教导、撰写和宣讲的福音真理——这些真理源自圣师们的言论与解释——今天我愿欣然为之舍生。
火刑结束后，连同胡斯的遗骸一起，柴堆的残余被投入莱茵河中，以防他的追随者将墓地变成朝圣之所。

### 波西米亚的回应

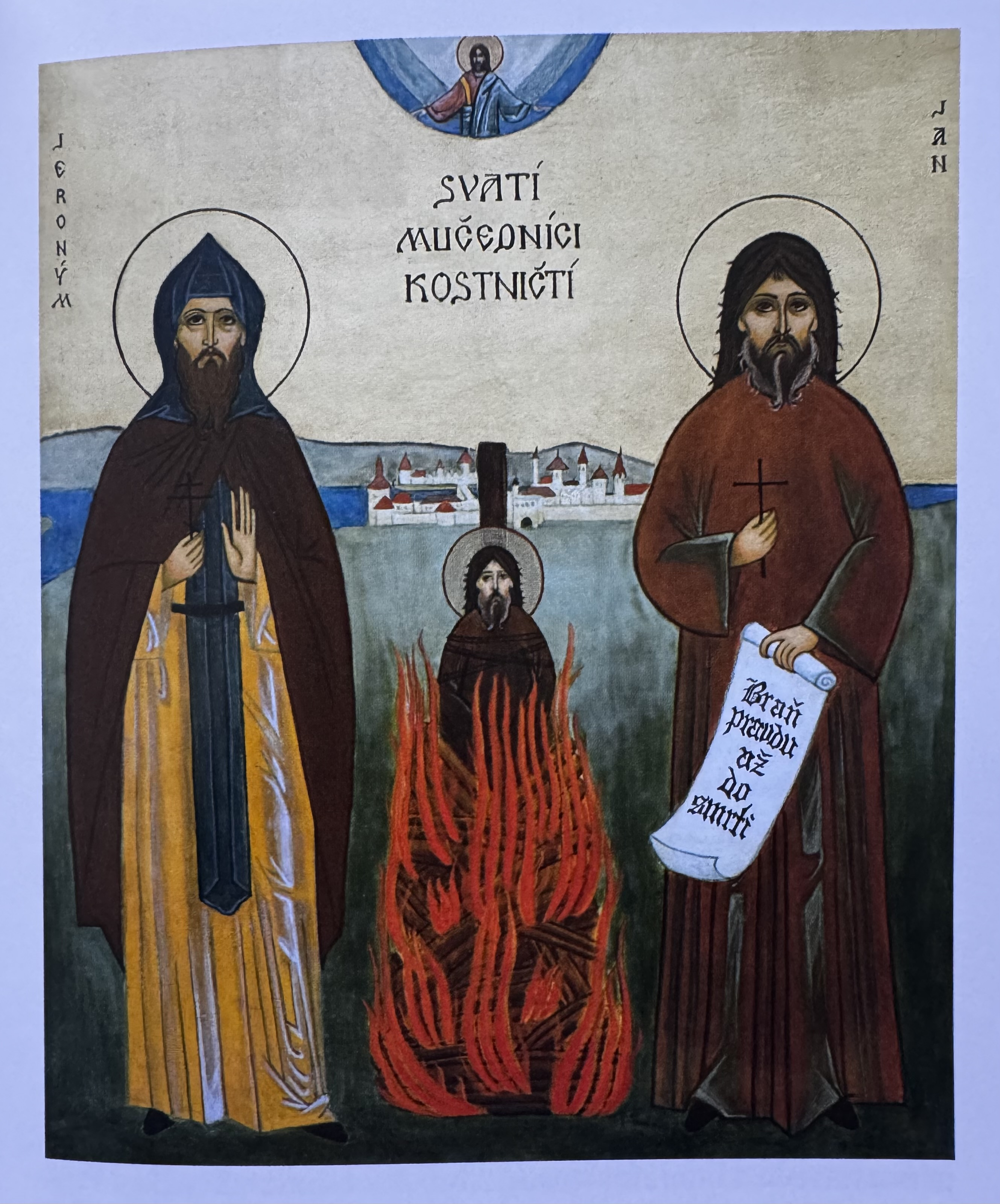
东正教的“布拉格的杰罗姆与扬·胡斯”圣像画

胡斯被火刑的消息在波希米亚的支持者中引发了愤怒与对将他交付处死者——即大公会议——的强烈反感。人们普遍认为，他被定罪主要是因为其宣讲活动，因为他捍卫真理、未曾背离教会的教义。胡斯的定罪也被视作对波希米亚王国及其制度的谴责。1415年9月2日，一封由波希米亚和摩拉维亚贵族联署、盖有452枚印章的抗议书被送至康斯坦茨大公会议。一周后的9月11日，布拉格大学也出具了证明，宣称扬·胡斯品行端正、信仰正统。

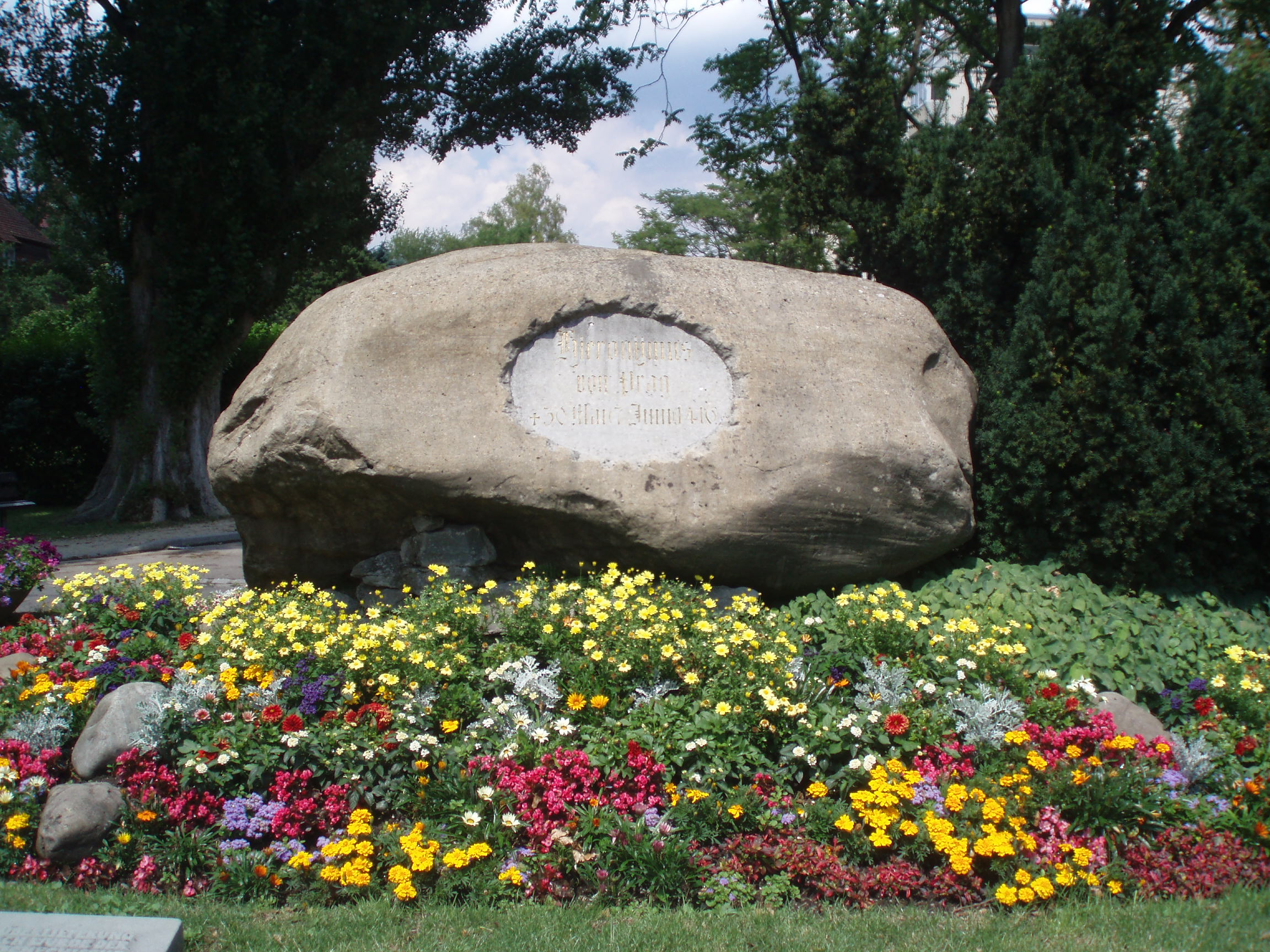
立于胡斯和杰罗姆被处决地的纪念碑，建于1862年

胡斯审判的“尾声”是对布拉格的杰罗姆的定罪。1415年4月，他抵达康斯坦茨，但胡斯劝他尽快离开。随后，杰罗姆在接近波希米亚边境的巴伐利亚地区被捕，押送至康斯坦茨，并在审讯中承认了对威克里夫及胡斯的定罪是正当的。然而，由于怀疑他欺骗法官，他并未获释。在新的审讯中，杰罗姆公开承认自己信奉威克里夫和胡斯的学说，并表示自己最大的罪过是曾经放弃了“善良而神圣的人”扬·胡斯。1416年5月30日，杰罗姆被判处火刑，与胡斯同样殒命于烈焰之中。
两位波希米亚传教士的死亡，引发了波希米亚王国内部紧张局势的急剧升级，并最终导致了胡斯战争的爆发。此后不久，各类记述两人事迹、思想以及殉难经过的文本开始流传，其中一部分还被用于礼仪活动。在胡斯被处死后的第一周年，即1416年，人们就已经开始纪念扬·胡斯的忌日。

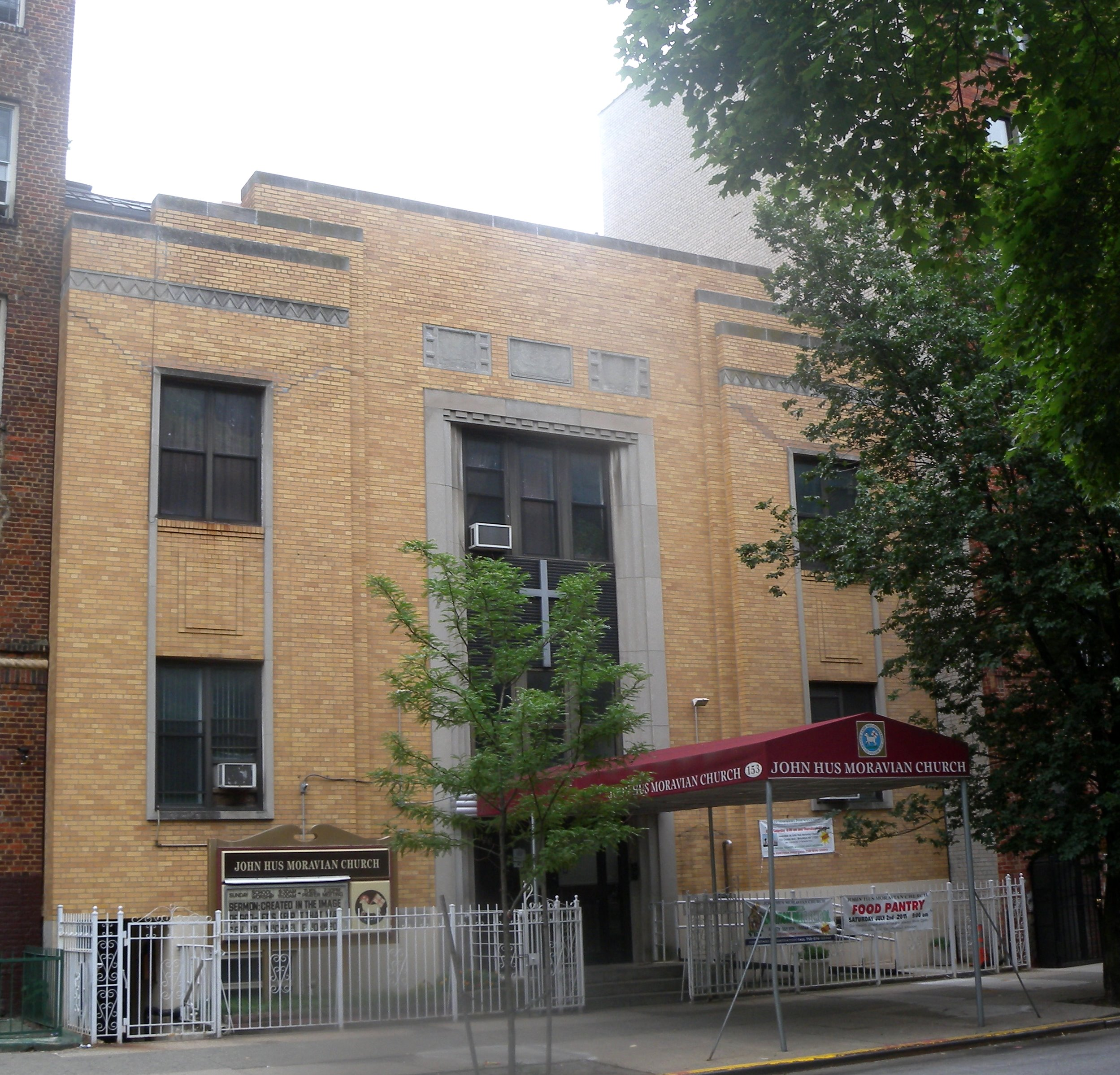
布鲁克林的摩拉维亚弟兄会胡斯堂

与此同时，也出现了将扬·胡斯描绘成顽固异端的负面言论，称其拒绝放弃谬误，并且是被公正定罪的。这类言论还伴随着对传播胡斯著作的警告。两种观点都在当时的书面资料和绘画作品中有着清晰的体现。在波希米亚，胡斯作为信仰殉道者的崇敬逐渐发展起来，并以不同形式延续至1620年波希米亚叛乱失败为止。随后在再天主教化过程中，对胡斯的崇敬被对臬玻穆的若望的崇拜所掩盖，但扬·胡斯的命运与教义并未被遗忘——流亡者及其后代将有关胡斯及其学说的消息传播到了全世界。

## 影响
他的一生大部分是在布拉格大學教書，他也是深受捷克人愛戴的傳道者，並創造了新的正字法，為捷克语的書面語言奠定了基礎。
胡斯深受威克里夫的著作影響，雖然布拉格大學攻擊威克里夫的45項見解，但是胡斯卻把威克里夫的許多作品翻譯成捷克語，使捷克的信徒能更廣泛的接觸神學有關的思想。再加上他在講道中，對教士的道德生活要求非常嚴謹，務必過聖潔的生活，導致許多對他的仇視。早在胡斯出生前波希米亞早就已經發展出一股強烈反羅馬教會的意識。
胡斯是宗教改革運動的先驅，他的許多言論，為後來的新教所接受。他對歐洲各國和马丁·路德也产生了重要影響。胡斯一生有多部著作，在捷克文學歷史上貢献卓越。胡斯認為聖經至上，耶穌基督的話才是信徒的依歸，而非教宗或其他神職人員所訂的規條，強調教會的主權屬基督，為了此種意念及想法於是撰寫了《论教会》（De ecclesia，1413）一書，甚至大肆批評教宗等人已偏離基督真道，貪愛錢財及濫權等等，是宗教改革的先驅之一。
他不贊成威克里夫「合質說」，但他順應捷克人的要求，平民信徒是可以領受聖體聖事的。「杯的改革」成為胡斯派的表徵，要求讓平民在彌撒中也能領聖杯。可是當時的教會規定只有神父可以領聖杯，因為怕笨手笨腳的平民會使「基督的血」溢出。
身為信眾，胡斯過去曾花大把銀子購買贖罪券，但如今胡斯洞察這種斂財動機之後，大大地譴責此種違反《聖經》教導的作法，於是若望二十三世將胡斯施以绝罰，開除教籍，儘管他當時帶有皇帝敕令的安全通行証旅行，還是鋃鐺入獄，受到教會審判，以異端名義將他禁錮，胡斯受到監獄內的折磨，病苦不堪，教廷的康士坦斯大公会议判他有罪，把他綁在城門口的火刑柱上燒死示眾。這導致支持他的地方貴族及信眾起兵，和胡斯所在地波希米亞的天主教會，以及支持天主教的神聖羅馬帝國中央政府對抗，爆發了胡斯戰爭。胡斯的信眾展開了一場場的戰役，直到十五世紀才結束。後來因此在波希米亞建立了胡斯派教會，直到1620年哈布斯堡王朝征服了捷克之後，才恢復了天主教會。

## 紀念
扬·胡斯常被视为宗教改革的先驱。19世纪以来，受捷克民族复兴运动的影响，他逐渐被看作捷克历史上的重要人物之一。人们开始组织前往与胡斯及胡斯派有关地点的朝圣活动（包括1868年与1883年两次规模宏大的康斯坦茨朝圣），并大量修建“胡斯博士”纪念碑。1915年7月6日，在胡斯被火刑的周年纪念日，托马斯·马萨里克教授在日内瓦大学宗教改革大厅的著名演讲中，宣告了争取捷克国家独立的斗争。1917年兹博罗夫战役后，作为捷克斯洛伐克国民委员会主席，他将在俄境的捷克斯洛伐克军团第一步兵射击团（原名“圣瓦茨拉夫团”）更名为“扬·胡斯博士第一团”。胡斯的传统在1918年捷克斯洛伐克建国后依旧受到推崇。尤其是与胡斯运动结合的形象，在后来的社会主义共和国时期也被进一步强调和利用。
如今，大多数捷克人都自认为無宗教信仰，就算是捷克有宗教信仰的人之中，天主教信徒一樣远多于胡斯派信徒，但胡斯仍然幾乎被不分信仰的所有捷克人认为是民族英雄。今日捷克首都布拉格的舊城廣場設有胡斯雕像，以供憑弔。胡斯逝世的7月6日被称为扬·胡斯遇难纪念日，是捷克的公共假期。
2005年6月捷克票選「最偉大的捷克人」中，他排名第七。